# Platygaster vedresi
Platygaster vedresi is een vliesvleugelig insect uit de familie van de Platygastridae. De wetenschappelijke naam van de soort is voor het eerst geldig gepubliceerd in 1974 door Szabó.